# Mus famulus
Mus famulus је врста глодара из породице мишева (лат. Muridae). 

## Распрострањење
Индија је једино познато природно станиште врсте.

## Станиште
Врста Mus famulus има станиште на копну.

## Угроженост
Ова врста се сматра угроженом.

### Популациони тренд
Популација ове врсте се смањује, судећи по расположивим подацима.